# Zevenbergen (Moerdijk)
Zevenbergen (Brabants: Zeuvebèrge) is een stad in Noord-Brabant. Het was tot 1998 een zelfstandige gemeente. In dat jaar fuseerde Zevenbergen met vier andere gemeenten tot de nieuwe gemeente Moerdijk. Daarvan is Zevenbergen nu de hoofdplaats.
Zevenbergen ligt in het noordwesten van de provincie  tussen Etten-Leur en Klundert, niet ver van Breda. Zevenbergen was echter tot 21 december 1805 een Hollandse stad. Op die datum wordt een nieuwe scheiding tussen Holland en Bataafs-Brabant gemaakt. Voortaan liep deze van Willemstad door het Hollandsch Diep en de Biesbosch naar Heusden.

## Etymologie
Hoewel het telwoord zeven niet zeker is, duiden de bergen op kleine verhevenheden in het landschap, bijvoorbeeld donken. Het betrof waarschijnlijk een drietal van zulke verhogingen. In 1964 en 1965 werden twee van deze donken onderzocht en werden resten uit de vroege en midden-bronstijd gevonden.

## Geschiedenis

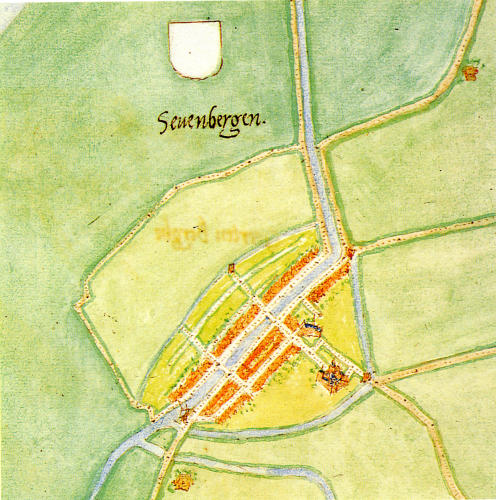
Stadsplan Zevenbergen ca. 1560

### Ontstaan en bloei
In het gebied was veel veen aanwezig, en men gebruikte dit veen voor de turfproductie. Vanaf 1263 werd de turf ook voor de markt geëxploiteerd, met name ten behoeve van de opkomende steden in Vlaanderen en Brabant, zoals Antwerpen en Brugge. Aangezien men met de vervening aanvankelijk begon vanuit de wat hoger gelegen delen, zal Zevenbergen daar zijn oorsprong hebben gevonden. Gedurende de 13e eeuw en vooral na 1360 overstroomde het veen vanuit de zee steeds vaker, mede door de reeds plaatsgevonden turfwinning, waardoor het verziltte. Men ging over op moernering, en het daarbij gewonnen zout werd ook naar Engeland geëxporteerd en leverde veel geld op.
De eerste schriftelijke gegevens dateren uit het einde van de 13e eeuw, toen Zevenbergen in enkele oorkonden verscheen. Zevenbergen was toen al een volledige plaats, met een heer, een haven en een voor die tijd aanzienlijke economie. De haven kwam daar uit waar het Zwanengat een knik maakte. In 1283 werd Willem Hugemanszoon als de eerste heer van Zevenbergen genoemd; hij was de neef van de toenmalige heer van Strijen. Zevenbergen was een Hollandse stad. Het stratenpatroon van de middeleeuwse stad is ook nu nog grotendeels aanwezig.
Zevenbergen werd ingenomen door Hertog Jan III van Brabant (1300-1355). In deze tijd werd hier ook een gouden munt van het hertogdom Brabant vervaardigd, de Pieter. De heren van Zevenbergen werden verbannen, doch kregen later de heerlijkheid weer in hun bezit.
Rond 1360 werd de heerlijkheid Zevenbergen afgesplitst van de Heerlijkheid Strijen. In 1365 bevestigde de heer van Gaesbeke, Putten en Strijen dat de heerlijkheid Zevenbergen ontstaan was als deling van het land van Strijen. De heerlijkheid bleef als zodanig onderdeel van het Graafschap Holland.
Door bedijkingen vanuit het noorden en zuiden werd het gebied van Zevenbergen met het vasteland van Zuid-Holland (Strijen) verbonden. Na een aanvankelijke bloei door de winning van zout en turf, en later door handel, scheepvaart en landbouw, kreeg Zevenbergen tussen 1300 en 1421 een regionale functie. Echter, door de Sint-Elisabethsvloed van 1421 werd Zevenbergen een eilandje. Alle reeds ingedijkte polders werden in dat rampjaar overstroomd en het stadje raakte in verval.
In 1427 werd, gedurende de Hoekse en Kabeljauwse twisten, het Kasteel Zevenbergen na een beleg van 14 weken ingenomen door Filips de Goede, de hertog van Hertogdom Bourgondië en Hertogdom Brabant in zijn strijd met Jacoba van Beieren, gravin van Holland. Hierbij kreeg Zevenbergen stadsrechten.
Tussen 1540 en 1545 bleek de Oude Mark te zijn dichtgeslibd en bracht men de haven weer in verbinding met de Nieuwe Mark, die nu 1 km zuidelijker liep. In noordelijke richting werd de Roode Vaart gegraven die een verbinding vormde met het Hollandsch Diep. Omstreeks 1550 had men bovendien de omliggende gebieden weer geheel ingepolderd.
De Tachtigjarige Oorlog bracht in 1573 ook een brand in het Kasteel Zevenbergen teweeg, die door de Geuzen was aangestoken. Het Fort Noordam werd in 1576, in het kader van dezelfde oorlog, gebouwd om de Zevenbergse haven te beschermen tegen de Spaanse troepen.
Tot 1648 had Zevenbergen eigen heren, daarna kwam het in het bezit van het Huis van Oranje. Rond het einde van de 15e eeuw stierf het geslacht van de heren van Zevenbergen uit in mannelijke lijn. Door vererving ging de heerlijkheid in 1560 over naar het Huis van Arenberg. Vervolgens wist Amalia, gravin van Solms en weduwe van stadhouder Frederik Hendrik in 1648 Zevenbergen uit het hertogelijk bezit van het Huis Arenberg en Aarschot te verkrijgen door een ruil met de Spaanse koning Filips IV. Naderhand is het overgegaan in de bezittingen van de prinsen van Oranje-Nassau. Het kasteel van Zevenbergen, met de Lobbekenstoren, werd in 1728 gesloopt en het puin werd gebruikt voor oeverversterking te Walsoorden. In 1795 werd het stelsel van heerlijkheden afgeschaft en werd Zevenbergen een gemeente. Tot aan de Franse tijd is het Hollands gebied gebleven, in 1805 werd het onderdeel van Bataafs Brabant. Bij het herstel van het Koninkrijk der Nederlanden in 1813 werd Zevenbergen bij de provincie Noord-Brabant gevoegd.

### Landbouw en industrie
In het begin van de 16e eeuw was Cornelis van Bergen weer begonnen met de inpoldering rond Zevenbergen. Daardoor kreeg de landbouw opnieuw een kans zich te ontwikkelen. Graan, boekweit, vlas en vooral ook meekrap waren producten van deze streek. De laatste bleef tot in de 19e eeuw een belangrijk rol vervullen in de regio, maar door de ontwikkeling van chemische verfstoffen werd ze overbodig en maakte plaats voor de suikerbietenteelt. Van 1858 tot 1987 was Zevenbergen vooral bekend als suikerstad. Op het hoogtepunt telde Zevenbergen vier suikerfabrieken, waaronder de eerste suikerfabriek van Nederland, de Azelma (opgericht in 1858), De Phoenix en de "Dankbaarheid" en later de Cooperative Suikerfabriek "Zevenbergen". Ten behoeve van deze fabrieken werden er spoorlijnen aangelegd om de suikerbieten aan te voeren. Sinds 1854 kent Zevenbergen een spoorwegstation.

### Kloosters
Ook werd in 1870 een villa gebouwd voor de heer De Bruin, die directeur van Azelma was. Dit was Villa Waterloo. Deze ligt aan de huidige Prins Hendrikstraat 4-8. In 1905 vestigden zich in deze villa de Dames Sacre Coeurs de Jésus et Marie (Zusters van de Heilige Harten van Jesus en Maria). De zusters waren uit Frankrijk vertrokken vanwege de seculariseringspolitiek aldaar. In 1925 vertrokken zij weer naar Frankrijk, waarna de villa in gebruik kwam als gemeentehuis en de kapel raadszaal werd.
Reeds in 1836 kwamen de zusters van de Sociëteit van Jezus, Maria en Jozef naar Zevenbergen. Zij vestigden zich in en nabij de schuurkerk, die immers in 1836 vervangen was door een waterstaatskerk. In 1937 werd een nieuw klooster betrokken aan de Molenstraat 19. De zusters vertrokken echter in 1970. Het gebouw werd uiteindelijk gesloopt.

### Tweede Wereldoorlog en daarna
Tijdens de Tweede Wereldoorlog werd Zevenbergen zwaar getroffen door oorlogsgeweld. In 1940 werd de stad gebombardeerd door de Duitsers. Hierbij vielen 39 slachtoffers. In november 1944 werd Zevenbergen overgenomen door de Amerikaanse 104th Infantry Division, ook wel de Timberwolves, onder leiding van Generaal Terry Allen na dagenlang onder spervuur van de artillerie te hebben gelegen. Om Zevenbergen in te kunnen nemen gebruikten de geallieerden verschillende wapensystemen. Zij gebruikten mortieren, artillerie en een vliegtuigbombardement om het Duitse leger uit Zevenbergen te krijgen. Dit had als gevolg dat er vele burgerdoden waren (117). Ook werden er vele woningen, winkels en landbouwschuren vernield of zwaar beschadigd. De bruggen, de 4 schoorstenen van de suikerfabrieken, de watertoren en de 2 kerktorens werden opgeblazen en de landbouw kampte met grote moeilijkheden omdat de poldergemalen onklaar waren gemaakt. Dit in contrast met de relatieve beperkte schade van de Duitse aanval in 1940. Veel straatnamen in Zevenbergen herinneren nog aan deze personen en gebeurtenissen in de geschiedenis van Zevenbergen.
Ook de watersnood van 1953 trof het grondgebied van Zevenbergen. Ongeveer twee derde deel van de gemeente stond onder water, maar de stad zelf bleef gespaard.
Rond 1970 is de oude haven door het centrum van Zevenbergen gedempt. In december 2020 is de haven officieel weer geopend en stroomt er weer water door het centrum. En stroomt het water vanuit de Roode Vaart de Mark in. 
Zevenbergen beslaat tegenwoordig een oppervlakte van 4.927 ha en is sinds de gemeentelijke herindeling van 1997 onderdeel van de gemeente Moerdijk, die bestaat uit de vroegere zelfstandige gemeenten Zevenbergen, Klundert, Willemstad, Standdaarbuiten en Fijnaart en Heijningen.

## Bezienswaardigheden

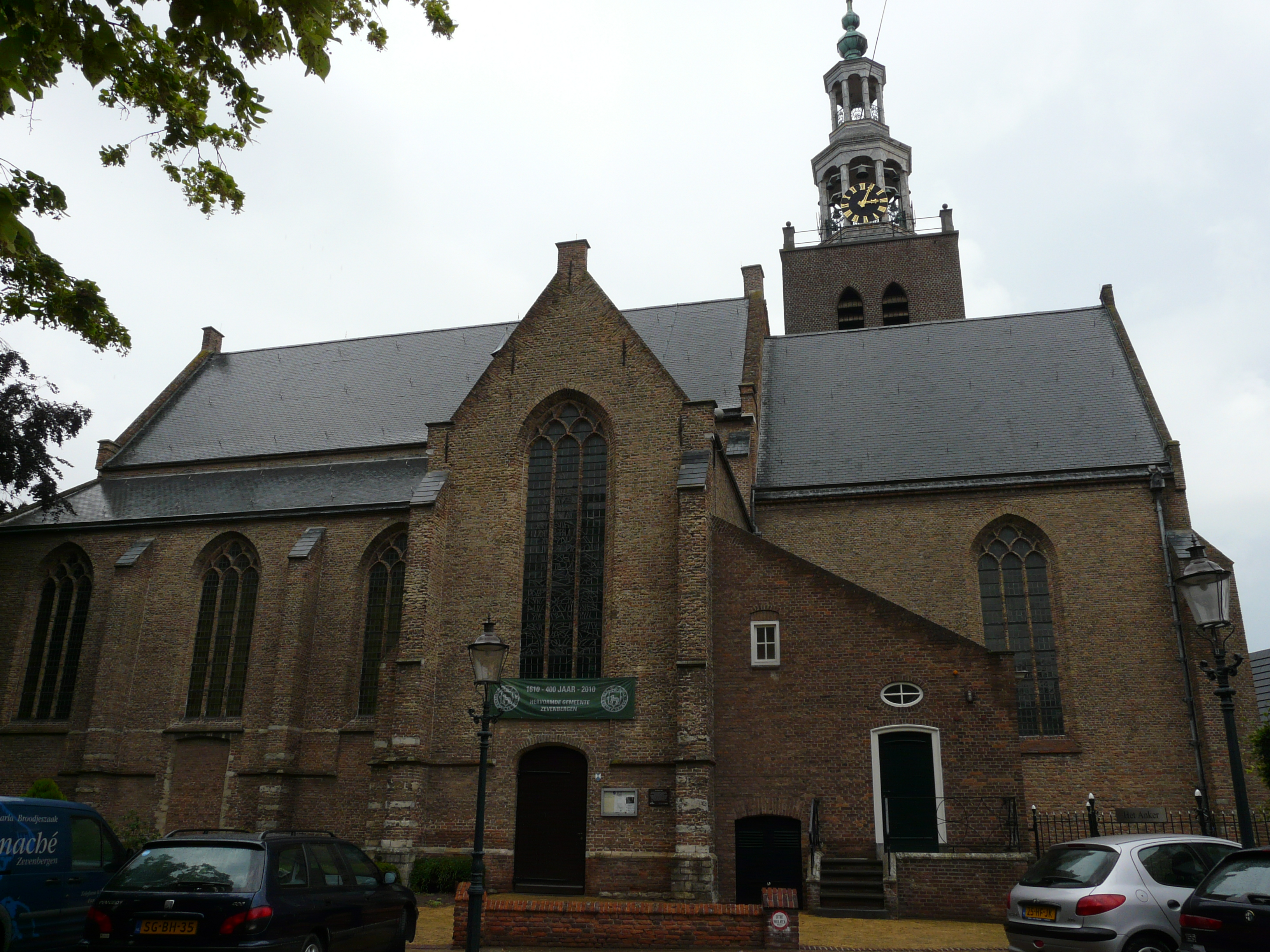
Sint-Catharinakerk

De oude kern van Zevenbergen is gegroepeerd om de haven (de straten Noordhaven en Zuidhaven). Lange tijd was de haven gedempt, maar in april 2019 werd begonnen met de werkzaamheden om de oude haven te heropenen. Sinds december 2020 stroomt er weer water door de haven.
- De neoromaanse Sint-Bartholomeuskerk uit 1929, ontworpen door Jan Stuyt, bevindt zich aan Markt 19.

- De gotische protestantse Catharinakerk[5] uit de 15e eeuw heeft de status van rijksmonument, bevindt zich aan Markt 4.
- De kerk van de Gereformeerde Kerken vrijgemaakt, aan de Noordhaven 2, is een eenvoudige zaalkerk uit 1841 die gebouwd is in verband met de afscheiding van 1834, die in Zevenbergen in 1838 haar beslag nam. Het gebouw heeft geen toren, maar wel een neoclassicistische ingangspartij. Het functioneerde als gereformeerde kerk en werd vanaf 1945 gebruikt door de Gereformeerde Kerken vrijgemaakt.
- Stellingmolen Fleur, aan de Lage Wipstraat 80. Deze is in 2000 zodanig gerestaureerd dat hij weer draaivaardig is. Het binnenwerk is niet meer aanwezig; de molen dient als woning.
- Woonhuizen, zoals Molenstraat 12, met een trapgevel, uit het begin van de 17e eeuw; Molenstraat 36; Molenstraat 40-42, beide eveneens 17e-eeuws. Zuidhaven 17 uit ongeveer 1800, met tuitgevel.
- Zevenbergse stoomtimmerfabriek "De Toekomst", aan de Hazeldonkse Zandweg 19, uit 1903.

## Musea
- Oudheidkamer Willem van Strijen, aan Zuidhaven 17.

## Natuur en landschap
Zevenbergen wordt omringd door zeekleipolders, met in het noorden het uitgestrekte haven- en industriegebied Moerdijk, alwaar zich nog enkele interessante braakliggende terreinen bevinden waar tal van vogelsoorten broeden, zoals: roodborsttapuit, rietzanger, steenuil, roerdomp, geoorde fuut, dodaars, oeverzwaluw, snor, strandplevier, noordse stern, grutto, kluut en baardman.
Ten zuiden van dit industriegebied, de voormalige Keense Gorzen, wordt het terrein door infrastructuur doorsneden, maar liggen hier en daar ook bospartijen. Wateren zijn de Roode Vaart die in verbinding staat met de Mark, en het Zwanengat.
Er zijn diverse wandelroutes die langs of door Zevenbergen gaan.

## Economie

### Industrie
In het verleden waren tot vier suikerfabrieken gevestigd in Zevenbergen. Deze fabrieken zijn allemaal gesloten. 
Een van de grotere Zevenbergse bedrijven was lange tijd Caldic Chemie Productie aan Schansdijk 12. Het internationaal opererende Caldic werd opgericht in 1970 en is eigendom van kunstverzamelaar Joop van Caldenborgh. Het Zevenbergse bedrijf was een voortzetting van de vetfabriek Wigleven, die begin jaren zeventig van de 20e eeuw van de Huizersdijk naar de Schansdijk verhuisde en na enige tijd door Caldic werd opgekocht. Caldic produceerde remvloeistoffen, koelmiddelen op basis van glycol, en formaldehyde, waarvan in 1988 de productie van start ging. Het bedrijf is later uitgekocht door de gemeente en de provincie Noord-Brabant.

### Winkelen

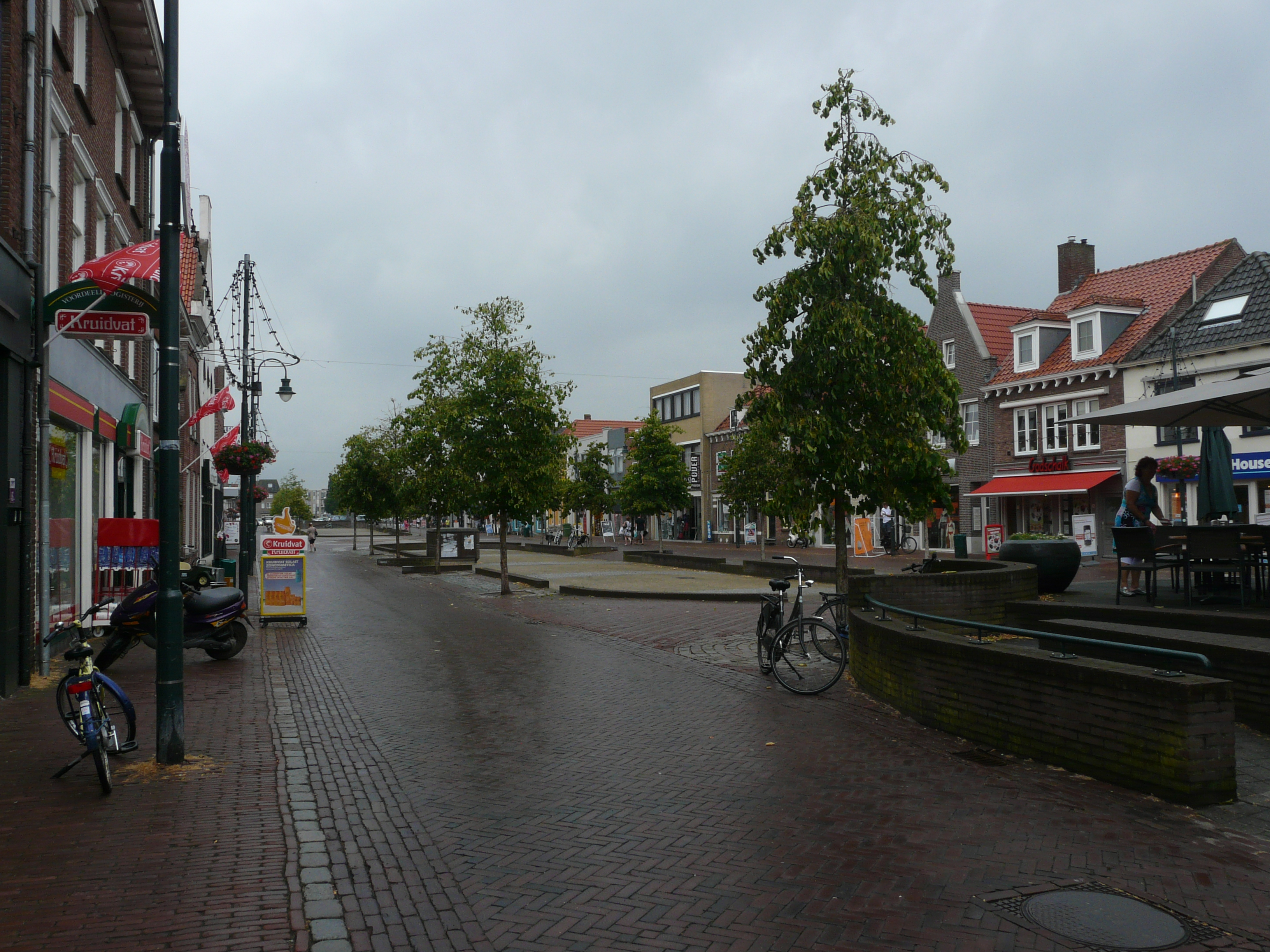
Noord- en Zuidhaven

Er bevinden zich veel winkels in het centrum aan de Noordhaven en Zuidhaven. De koopavond is op vrijdag. De weekmarkt is op donderdag van 10:00 tot 16:00 uur.

## Evenementen
- Carnaval
- Wielerkoers: Profronde van Zevenbergen
- Zevenbergen Live! op de laatste zaterdag van september

## Sport
Op zondag 21 augustus 2022 liep de route van de derde etappe (van Breda naar Breda) van de Ronde van Spanje 2022 door Zevenbergen.

## Openbaar vervoer

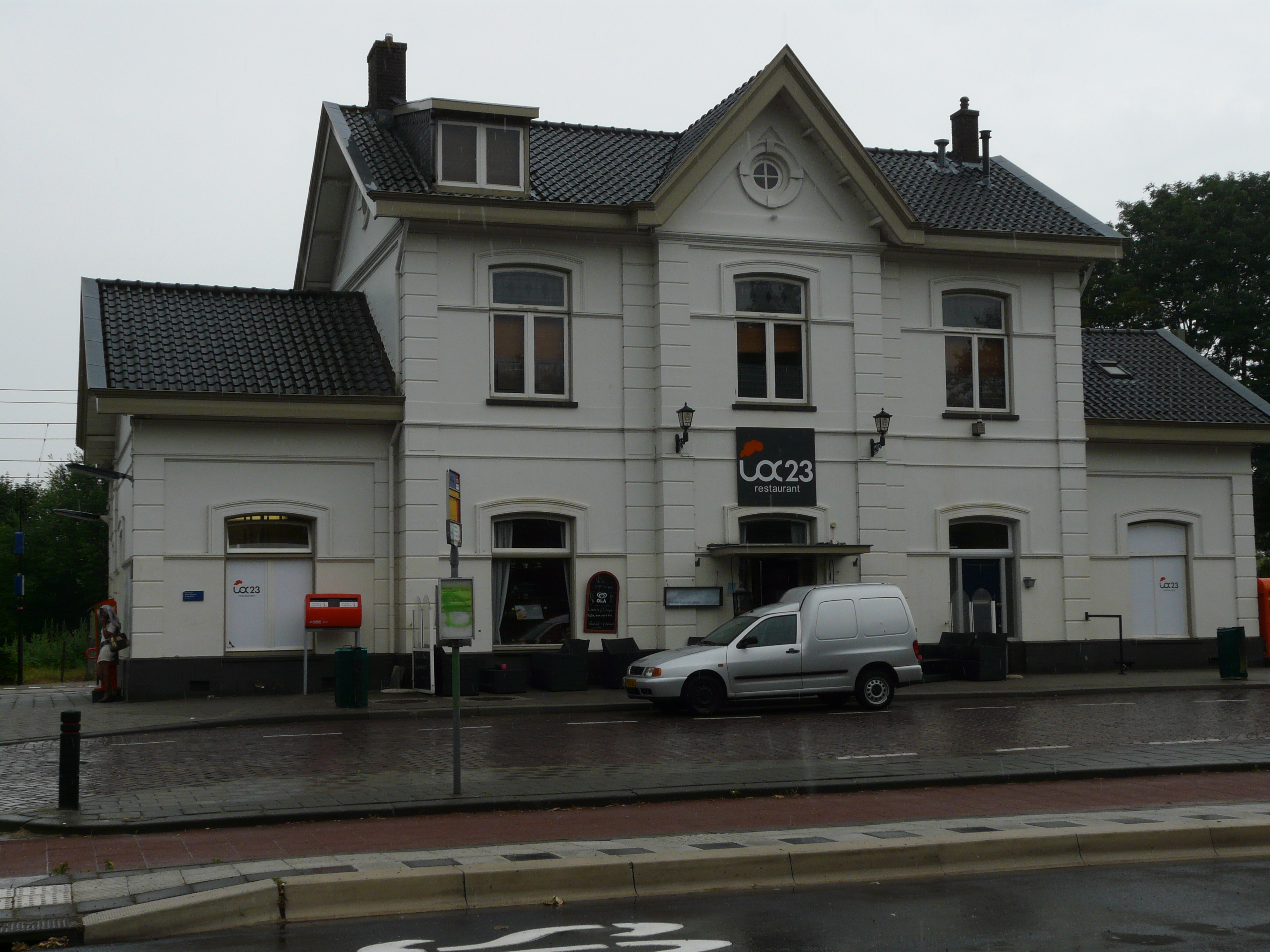
Station Zevenbergen

Zevenbergen is zowel per trein als per bus te bereiken. Station Zevenbergen is een van de oudste treinstations van Nederland samen met dat van Oudenbosch. Er is een sprinter richting Roosendaal en richting Dordrecht.
Verder heeft Zevenbergen nog vier buslijnen rijden van busmaatschappij Arriva, namelijk:
- Streekbus 173: Fijnaart - Klundert - Zevenbergen - Langeweg - Terheijden - Breda
- Buurtbus 218: Zevenbergen - Moerdijk - Langeweg
- Buurtbus 219: Zevenbergen - Etten-Leur
- Bravodirect 373: Zevenbergen - Prinsenbeek - Breda

## Bekende inwoners

### Geboren
- François Vranck (1555-1617), staatsman ten tijde van de Tachtigjarige Oorlog
- Théodore Smolders (1809-1899), burgemeester van Leuven
- Combertus Willem van der Pot (1880-1960), rechtsgeleerde
- Piet Broos (1910-1964), schrijver en illustrator en jeugdboeken en striptekenaar
- Leo Riemens (1910-1985), Nederlands journalist
- Jan Boezeroen (1933), (Johnny Goverde), zanger
- Jan de Wit (1945), advocaat-procureur en politicus (SP)
- Anton Korteweg (1944), dichter, museumdirecteur
- Jan van Laarhoven (1945), roeier
- Pier van Leest (1958), beeldhouwer, medailleur
- Leo Blokhuis (1961), muziekkenner, schrijver
- Kees Matthijssen (1961), militair
- Angelique Seriese (1968), judoka
- Marchanno Schultz (1972), voetballer
- Isabelle Jongenelen (1991), handbalster
- Dave Budha (1992), rapper

### Overleden
- Tonny Huurdeman (1922-1991), actrice

## Nabijgelegen kernen
Leur, Noordhoek, Langeweg, Zevenbergschen Hoek, Klundert

## Trivia
- Koning Willem-Alexander voert sinds de troonswisseling de titel Heer van Zevenbergen. Zie Titels van de Nederlandse koninklijke familie.
- Van 1864 tot 1866 woonde Vincent van Gogh in Zevenbergen. Hij verbleef in de kostschool van Jan Provily.[7]